# Islas del Rey Carlos
Las islas del Rey Carlos o Tierra del Rey Carlos (en noruego, Kong Karls Land) es un grupo de islas dentro del archipiélago de las Svalbard, en el océano Ártico. El grupo de islas abarca una superficie de 332 km² y está formado por las islas de Kongsøya, Svenskøya, Abeløya, Helgolandøya y Tirpitzøya.
Las islas, que tienen la mayor concentración de osos polares en las Svalbard, forman parte de la Reserva Natural de Svalbard Noreste, junto con la Tierra del Nordeste y Kvitøya. Hay una prohibición de tráfico a las islas, lo que incluye las zonas del mar hasta 500 metros de la costa y el espacio aéreo hasta 500 metros sobre el mar.
Las islas del Rey Carlos fueron descubiertas por una expedición enviada por la Compañía de Moscovia en 1617, probablemente desde un punto alto sobre Barentsøya. Llamaron al grupo islas Wiche.

## Ecología
El oso polar se encuentra en determinados momentos del año en estas islas del Rey Carlos; este oso se alimenta de focas arpa y anilladas locales. La subpoblación de osos polares que se encuentra aquí es un conjunto genéticamente diferente de los osos polares específicamente relacionados con la región del mar de Barents.